# New Others Part One
New Other Pat One es el quinto álbum de estudio de la banda americana de post-rock This Will Destroy You. Fue lanzado el 28 de septiembre de 2018 por Dark Operative.

## Lanzamiento y promoción
El título del álbum y la fecha de lanzamiento fueron anunciados el 6 de septiembre de 2018.

## Lista de canciones
| N.º | Título                           | Duración |  |
| 1.  | «Melted Jubilee»                 | 4:45     |  |
| 2.  | «To Win, Somebody's Got to Lose» | 5:52     |  |
| 3.  | «Syncage»                        | 4:58     |  |
| 4.  | «Allegiance»                     | 4:24     |  |
| 5.  | «Weeping Window»                 | 6:59     |  |
| 6.  | «Like This»                      | 4:33     |  |
| 7.  | «Go Away Closer»                 | 6:35     |  |